# Lázaro Álvarez

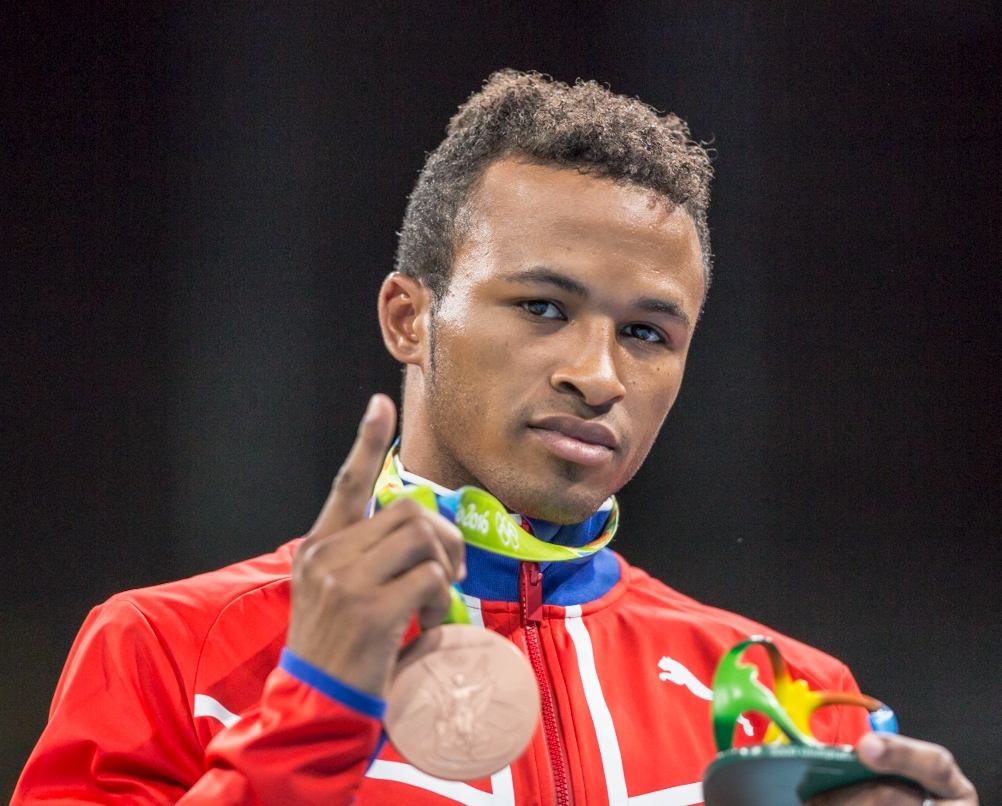

Lázaro Álvarez Estrada (nacido el 28 de enero de 1991) es un boxeador amateur cubano. Álvarez ganó la medalla de oro en la división de peso gallo en el Campeonato del Mundo de Boxeo Amateur 2011 en Bakú.

## Carrera
En la final del Campeonato del Mundo de 2011, derrotó a Luke Campbell de Inglaterra, después de 3 rondas, con marcador final de 14-10.
Ese mismo año también ganó el título de Panamericana de 2011 contra el mexicano Oscar Valdez.
En los Juegos Olímpicos de Londres 2012, venció al estadounidense Joseph Diaz y Robenílson Vieira pero perdió frente al irlandés John Joe Nevin 14-19 ganando así el bronce.